# Bryan Steil
Ne doit pas être confondu avec Bryan Steel.
Bryan Steil, né le 3 mars 1981 à Janesville (Wisconsin), est un homme politique américain. Membre du Parti républicain, il est élu du Wisconsin à la Chambre des représentants des États-Unis depuis 2019.

## Biographie
Bryan Steil est diplômé de Georgetown puis de la faculté de droit de l'université du Wisconsin à Madison. Il devient alors l'avocat de plusieurs entreprises de fabrication.
Steil s'investit en politique au sein du Parti républicain. Après avoir travaillé pour Paul Ryan en 2003-04,, il devient notamment vice-président du parti dans le comté de Rock. En juin 2016, il est nommé par Scott Walker au conseil des régents de l'université du Wisconsin. Il travaille parallèlement comme directeur juridique de Charter NEX Films Inc., une société produisant des films en polyéthylène.
Lorsque le président de la Chambre des représentants des États-Unis Paul Ryan annonce ne pas être candidat à un nouveau mandat, Steil se présente à sa succession dans le 1er district du Wisconsin. Il devient vite le favori la primaire républicaine, recevant notamment le soutien de Ryan et de l'ancien gouverneur Tommy Thompson. Il remporte la primaire avec un peu plus de 50 % des voix face à quatre autres candidats. Malgré le penchant républicain de la circonscription, son adversaire démocrate Randy Bryce réussit à lever plusieurs millions de dollars (après une vidéo virale où il s'attaque à Paul Ryan). Steil reçoit l'aide de plusieurs super PACs républicains qui critiquent Bryce pour ses nombreuses arrestations et ses problèmes financiers. Le 6 novembre 2018, il est élu représentant avec 54,6 % des voix contre 42,4 % pour Bryce.